# Palacete Sárrea Prado
O Palacete Sárrea Prado, também conhecido como Teatro Municipal de Portimão, é um edifício histórico e um espaço cultural na cidade de Portimão, na região do Algarve, em Portugal.

## Descrição
Consiste num antigo palacete, situado em frente ao Jardim Primeiro de Dezembro, numa área nobre da cidade de Portimão, nas imediações da Casa-Museu Manuel Teixeira Gomes e o Palácio Bivar. Integra-se no estilo neoclássico, com alguns elementos barrocos.
Após a sua conversão em teatro, o edifício passou a ocupa uma área de 4700 m², tendo cinco pisos, divididos em salas para exposições, dois auditórios, um café-concerto para cem entradas, salas de ensaio, gabinetes de trabalho e outros espaços. Um dos auditórios tinha capacidade para 490 pessoas, enquanto que o outro tinha 170 lugares. Segundo o primeiro director do teatro, João Ventura, «A integração de múltiplas valências num mesmo espaço favorece a optimização dos recursos. Uma deslocação para tomar um café e consultar uma revista poderá transformar--se numa visita à sala de exposições, na inscrição numa oficina ou na compra de um bilhete para um espectáculo». Acrescentou igualmente que se tratava de «um espaço envolvente que pretende sensibilizar diversos públicos de diferentes idades, propondo actividades desde a leitura aos espectáculos».

## História
O edifício foi construído nos finais do século XVIII pela família Sárrea Garcias, à qual pertenceu até 1915. Passou então para a posse da autarquia, que ali instalou os Paços do Concelho. Em 1931 foi instalado o jardim em frente do edifício. Na década de 1950 as instalações dos paços do concelho foram transferidas para o Palácio Bivar, tendo desde então passado por várias funções, como tribunal, posto de turismo, biblioteca, e quartel da Guarda Nacional Republicana.
Em 2004 iniciaram-se as obras de restauro e conversão do palacete no Teatro Municipal,  com projecto geral de Troufa Real, enquanto que os interiores foram desenhados pelo atleier de Daciano da Costa. As obras incidiram principalmente sobre o interior do edifício, de forma a preservar as fachadas, coberturas e lanternins, segundo as orientações do Instituto Português do Património Arquitectónico. Foi oficialmente inaugurado no dia 10 de Dezembro de 2008, durante as comemorações dos 84 anos da elevação de Portimão a cidade, sendo então um dos teatros na região meridional do país com os equipamentos mais recentes e sofisticados. A cerimónia incluiu o espectáculo As Instalações de Fogo, pela companhia francesa Carabosse.